# Список наград и номинаций франшизы «Звёздные войны»
«Звёздные во́йны» (англ. Star Wars, МФА: [stɑːɹ wɔːɹz]) — медиафраншиза в жанре эпической космической оперы, включающая в себя 12 художественных фильмов (9 эпизодов основной саги, также известна как «Сага Скайуокеров», 2 фильма «историй» и 1 анимационный), а также игровые и анимационные сериалы, игровые телефильмы, документальные фильмы, книги, комиксы, видеоигры, аттракционы, игрушки и прочие произведения, созданные в рамках единой фантастической вселенной «Звёздных войн», задуманной и реализованной американским режиссёром Джорджем Лукасом в конце 1970-х годов, позднее расширенной.
Одиннадцать фильмов были номинированы на 37 премий «Оскар», из которых они выиграли семь. Фильмы также были удостоены в общей сложности трёх наград за особые достижения. «Новая надежда» получила специальную награду за голоса существ и дроидов, а «Империя наносит ответный удар» и «Возвращение джедая» — специальные награды за свои визуальные эффекты.
Оригинальный фильм был номинирован на большинство главных категорий, включая «Лучший фильм», «Лучший режиссёр», «Лучший оригинальный сценарий» и «Лучший актёр второго плана» для Алека Гиннесса, а все сиквелы были номинированы на технические категории.
«Звёздные войны» имеют больше всего премий «Сатурн» (за кино-франшизу) — 43 победы.
«Новая надежда» первоначально была номинирована на 16 наград и выиграла 12; Фактическое количество побед включает в себя специальную премию за операторскую работу Гилберту Тейлору, специальную премию 1997 года в честь 20-летия «Новой надежды» и победу в 2005 году как часть сборника.
Общее количество побед премии «Сатурн» «Звёздных войн» включает:
14 побед за «Новую надежду», 4 победы за «Империю наносит ответный удар», 5 побед за «Возвращение джедая», 2 победы за «Скрытую угрозу», 2 победы за «Атаку клонов», 2 победы за «Месть ситхов», 8 побед за «Пробуждение Силы», 3 победы за «Изгоя-один», 3 победы за «Последних джедаев», 5 побед за «Скайуокер. Восход» и 1 победу за сборник, состоящий из нескольких фильмов франшизы.
Благодаря своему частному участию в работе над «Звёздными войнами», композитор Джон Уильямс был номинирован больше раз, чем кто-либо другой:
6 номинаций на премию «Оскар» (1 победа), 2 номинации на премию «Золотой глобус» (1 победа), 4 номинации на премию BAFTA (2 победы), 9 номинаций на премию «Грэмми» (3 победы) и 8 номинаций на премию «Сатурн» (4 победы).

## Оскар
| Год  | Категория                            | Фильм                                                   | Номинант(ы)                                                                                        | Результат | Пр.           |
| ---- | ------------------------------------ | ------------------------------------------------------- | -------------------------------------------------------------------------------------------------- | --------- | ------------- |
| 1978 | Лучший фильм                         | Звёздные войны. Эпизод IV: Новая надежда                | Гэри Курц                                                                                          | Номинация | [ 1 ]         |
| 1978 | Лучшая режиссура                     | Звёздные войны. Эпизод IV: Новая надежда                | Джордж Лукас                                                                                       | Номинация | [ 1 ]         |
| 1978 | Лучший оригинальный сценарий         | Звёздные войны. Эпизод IV: Новая надежда                | Джордж Лукас                                                                                       | Номинация | [ 1 ]         |
| 1978 | Лучшая мужская роль второго плана    | Звёздные войны. Эпизод IV: Новая надежда                | Алек Гиннесс                                                                                       | Номинация | [ 1 ]         |
| 1978 | Лучшая оригинальная музыка к фильму  | Звёздные войны. Эпизод IV: Новая надежда                | Джон Уильямс                                                                                       | Победа    | [ 1 ]         |
| 1978 | Лучший монтаж                        | Звёздные войны. Эпизод IV: Новая надежда                | Пол Хирш, Марсия Лукас и Ричард Чю                                                                 | Победа    | [ 1 ]         |
| 1978 | Лучшая работа художника-постановщика | Звёздные войны. Эпизод IV: Новая надежда                | Джон Бэрри, Норман Рейнольдс, Лесли Дилли (постановщики) и Роджер Кристиан (декоратор)             | Победа    | [ 1 ]         |
| 1978 | Лучший дизайн костюмов               | Звёздные войны. Эпизод IV: Новая надежда                | Джон Молло                                                                                         | Победа    | [ 1 ]         |
| 1978 | Лучший звук                          | Звёздные войны. Эпизод IV: Новая надежда                | Дон МакДугалл, Рэй Уэст, Боб Минклер и Дерек Болл                                                  | Победа    | [ 1 ]         |
| 1978 | Лучшие визуальные эффекты            | Звёздные войны. Эпизод IV: Новая надежда                | Джон Стирс, Джон Дайкстра, Ричард Эдланд, Грант МакКьюн и Роберт Блалак                            | Победа    | [ 1 ]         |
| 1978 | Премия за особые достижения          | Звёздные войны. Эпизод IV: Новая надежда                | Бен Бёртт (за создание голосов инопланетян, существ и роботов)                                     | Награда   | [ 1 ]         |
| 1981 | Лучшая оригинальная музыка к фильму  | Звёздные войны. Эпизод V: Империя наносит ответный удар | Джон Уильямс                                                                                       | Номинация | [ 3 ] [ 6 ]   |
| 1981 | Лучшая работа художника-постановщика | Звёздные войны. Эпизод V: Империя наносит ответный удар | Норман Рейнольдс, Лесли Дилли, Гарри Ланж, Алан Томкинс (постановщики) и Майкл Д. Форд (декоратор) | Номинация | [ 3 ] [ 6 ]   |
| 1981 | Лучший звук                          | Звёздные войны. Эпизод V: Империя наносит ответный удар | Билл Варни, Стив Маслоу, Грегг Ландакер и Питер Саттон                                             | Победа    | [ 3 ] [ 6 ]   |
| 1981 | Премия за особые достижения          | Звёздные войны. Эпизод V: Империя наносит ответный удар | Брайан Джонсон, Ричард Эдланд, Деннис Мьюрен и Брюс Николсон (за визуальные эффекты)               | Награда   | [ 3 ] [ 6 ]   |
| 1984 | Лучшая оригинальная музыка к фильму  | Звёздные войны. Эпизод VI: Возвращение джедая           | Джон Уильямс                                                                                       | Номинация | [ 4 ] [ 7 ]   |
| 1984 | Лучшая работа художника-постановщика | Звёздные войны. Эпизод VI: Возвращение джедая           | Норман Рейнольдс, Фред Хоул, Джеймс Л. Шоппе (постановщики) и Майкл Д. Форд (декоратор)            | Номинация | [ 4 ] [ 7 ]   |
| 1984 | Лучший звук                          | Звёздные войны. Эпизод VI: Возвращение джедая           | Бен Бёртт, Гэри Саммерс, Рэнди Том и Тони Доу                                                      | Номинация | [ 4 ] [ 7 ]   |
| 1984 | Лучший звуковой монтаж               | Звёздные войны. Эпизод VI: Возвращение джедая           | Бен Бёртт                                                                                          | Номинация | [ 4 ] [ 7 ]   |
| 1984 | Премия за особые достижения          | Звёздные войны. Эпизод VI: Возвращение джедая           | Ричард Эдланд, Деннис Мьюрен, Кен Ралстон и Фил Типпетт (за визуальные эффекты)                    | Награда   | [ 4 ] [ 7 ]   |
| 2000 | Лучший звук                          | Звёздные войны. Эпизод I: Скрытая угроза                | Гэри Райдстром, Том Джонсон, Шон Мерфи и Джон Миджли                                               | Номинация | [ 8 ] [ 9 ]   |
| 2000 | Лучший звуковой монтаж               | Звёздные войны. Эпизод I: Скрытая угроза                | Бен Бёртт и Том Беллфорт                                                                           | Номинация | [ 8 ] [ 9 ]   |
| 2000 | Лучшие визуальные эффекты            | Звёздные войны. Эпизод I: Скрытая угроза                | Джон Нолл, Деннис Мьюрен, Скотт Сквайрс и Роб Коулмэн                                              | Номинация | [ 8 ] [ 9 ]   |
| 2003 | Лучшие визуальные эффекты            | Звёздные войны. Эпизод II: Атака клонов                 | Роб Коулмэн, Пабло Хелман, Джон Нолл и Бен Сноу                                                    | Номинация | [ 10 ]        |
| 2006 | Лучший грим                          | Звёздные войны. Эпизод III: Месть ситхов                | Дэйв Элси и Никки Гули                                                                             | Номинация | [ 11 ]        |
| 2016 | Лучшая оригинальная музыка к фильму  | Звёздные войны: Пробуждение силы                        | Джон Уильямс                                                                                       | Номинация | [ 12 ] [ 13 ] |
| 2016 | Лучший монтаж                        | Звёздные войны: Пробуждение силы                        | Марианн Брэндон и Мэри Джо Марки                                                                   | Номинация | [ 12 ] [ 13 ] |
| 2016 | Лучший звук                          | Звёздные войны: Пробуждение силы                        | Энди Нельсон, Кристофер Скарабосио и Стюарт Уилсон                                                 | Номинация | [ 12 ] [ 13 ] |
| 2016 | Лучший звуковой монтаж               | Звёздные войны: Пробуждение силы                        | Мэттью Вуд и Дэвид Экорд                                                                           | Номинация | [ 12 ] [ 13 ] |
| 2016 | Лучшие визуальные эффекты            | Звёздные войны: Пробуждение силы                        | Роджер Гайетт, Патрик Табач, Нил Скэнлэн и Крис Корбоулд                                           | Номинация | [ 12 ] [ 13 ] |
| 2017 | Лучший звук                          | Изгой-один. Звёздные войны: Истории                     | Дэвид Паркер, Кристофер Скарабосио и Стюарт Уилсон                                                 | Номинация | [ 14 ] [ 15 ] |
| 2017 | Лучшие визуальные эффекты            | Изгой-один. Звёздные войны: Истории                     | Джон Нолл, Моэн Лео, Хэл Т. Хикель и Нил Корбоулд                                                  | Номинация | [ 14 ] [ 15 ] |
| 2018 | Лучшая оригинальная музыка к фильму  | Звёздные войны: Последние джедаи                        | Джон Уильямс                                                                                       | Номинация | [ 16 ]        |
| 2018 | Лучший звук                          | Звёздные войны: Последние джедаи                        | Дэвид Паркер, Майкл Семаник, Рен Клайс и Стюарт Уилсон                                             | Номинация | [ 16 ]        |
| 2018 | Лучший звуковой монтаж               | Звёздные войны: Последние джедаи                        | Мэттью Вуд и Рен Клайс                                                                             | Номинация | [ 16 ]        |
| 2018 | Лучшие визуальные эффекты            | Звёздные войны: Последние джедаи                        | Бен Моррис, Майкл Малхолланд, Нил Скэнлэн и Крис Корбоулд                                          | Номинация | [ 16 ]        |
| 2019 | Лучшие визуальные эффекты            | Хан Соло. Звёздные войны: Истории                       | Роб Бредоу, Патрик Табач, Нил Скэнлан и Доминик Туохи                                              | Номинация | [ 17 ]        |
| 2020 | Лучшая оригинальная музыка к фильму  | Звёздные войны: Скайуокер. Восход                       | Джон Уильямс                                                                                       | Номинация | [ 18 ]        |
| 2020 | Лучший звуковой монтаж               | Звёздные войны: Скайуокер. Восход                       | Мэттью Вуд и Дэвид Экорд                                                                           | Номинация | [ 18 ]        |
| 2020 | Лучшие визуальные эффекты            | Звёздные войны: Скайуокер. Восход                       | Роджер Гайетт, Нил Скэнлан, Патрик Табач и Доминик Туохи                                           | Номинация | [ 18 ]        |

## Золотой глобус
| Год  | Категория                         | Фильм                                                   | Номинант(ы)  | Результат | Пр.    |
| ---- | --------------------------------- | ------------------------------------------------------- | ------------ | --------- | ------ |
| 1978 | Лучший фильм (драма)              | Звёздные войны. Эпизод IV: Новая надежда                | Гэри Курц    | Номинация | [ 19 ] |
| 1978 | Лучший режиссёр                   | Звёздные войны. Эпизод IV: Новая надежда                | Джордж Лукас | Номинация | [ 19 ] |
| 1978 | Лучшая мужская роль второго плана | Звёздные войны. Эпизод IV: Новая надежда                | Алек Гиннесс | Номинация | [ 19 ] |
| 1978 | Лучшая музыка к фильму            | Звёздные войны. Эпизод IV: Новая надежда                | Джон Уильямс | Победа    | [ 19 ] |
| 1981 | Лучшая музыка к фильму            | Звёздные войны. Эпизод V: Империя наносит ответный удар | Джон Уильямс | Номинация | [ 20 ] |

## BAFTA
| Год  | Категория                            | Фильм                                                   | Номинант(ы) | Результат | Пр.           |
| ---- | ------------------------------------ | ------------------------------------------------------- | --- | --------- | ------------- |
| 1979 | Лучший фильм                         | Звёздные войны. Эпизод IV: Новая надежда                | Гэри Курц | Номинация | [ 21 ]        |
| 1979 | Лучшая музыка к фильму               | Звёздные войны. Эпизод IV: Новая надежда                | Джон Уильямс | Победа    | [ 21 ]        |
| 1979 | Лучший дизайн костюмов               | Звёздные войны. Эпизод IV: Новая надежда                | Джон Молло | Номинация | [ 21 ]        |
| 1979 | Лучшая работа художника-постановщика | Звёздные войны. Эпизод IV: Новая надежда                | Джон Бэрри | Номинация | [ 21 ]        |
| 1979 | Лучший монтаж                        | Звёздные войны. Эпизод IV: Новая надежда                | Пол Хирш, Марсия Лукас и Ричард Чю | Номинация | [ 21 ]        |
| 1979 | Лучший звук                          | Звёздные войны. Эпизод IV: Новая надежда                | Сэм Шоу, Роберт Р. Рутледж, Гордон Дэвидсон, Джин Корсо, Дерек Болл, Дон МакДугалл, Боб Минклер, Рэй Уэст, Майкл Минклер, Лес Фрешольц, Ричард Портман и Бен Бёртт | Победа    | [ 21 ]        |
| 1981 | Лучшая музыка к фильму               | Звёздные войны. Эпизод V: Империя наносит ответный удар | Джон Уильямс | Победа    | [ 22 ]        |
| 1981 | Лучшая работа художника-постановщика | Звёздные войны. Эпизод V: Империя наносит ответный удар | Норман Рейнолдс | Номинация | [ 22 ]        |
| 1981 | Лучший звук                          | Звёздные войны. Эпизод V: Империя наносит ответный удар | Питер Саттон, Бен Бёртт и Билл Варни | Номинация | [ 22 ]        |
| 1984 | Лучшие визуальные эффекты            | Звёздные войны. Эпизод VI: Возвращение джедая           | Кен Ралстон, Деннис Мьюрен, Ричард Эдланд и Кит Уэст | Победа    | [ 23 ]        |
| 1984 | Лучший грим                          | Звёздные войны. Эпизод VI: Возвращение джедая           | Фил Типпетт, Стюарт Фриборн | Номинация | [ 23 ]        |
| 1984 | Лучшая работа художника-постановщика | Звёздные войны. Эпизод VI: Возвращение джедая           | Норман Рейнолдс | Номинация | [ 23 ]        |
| 1984 | Лучший звук                          | Звёздные войны. Эпизод VI: Возвращение джедая           | Бен Бёртт, Тони Дау, Гэри Саммерс | Номинация | [ 23 ]        |
| 2000 | Лучшие визуальные эффекты            | Звёздные войны. Эпизод I: Скрытая угроза                | Джон Нолл, Деннис Мьюрен, Скотт Сквайрс и Роб Коулман | Номинация | [ 24 ]        |
| 2000 | Лучший звук                          | Звёздные войны. Эпизод I: Скрытая угроза                | Бен Бёртт, Том Белфорт, Джон Мидгли, Гэри Райдстром, Том Джонсон, Шон Мерфи                                                                                        | Номинация | [ 24 ]        |
| 2016 | Лучшая музыка к фильму               | Звёздные войны: Пробуждение силы                        | Джон Уильямс | Номинация | [ 25 ]        |
| 2016 | Лучшие визуальные эффекты            | Звёздные войны: Пробуждение силы                        | Крис Корбоулд, Роджер Гайетт, Пол Кавана, Нил Скэнлэн | Победа    | [ 25 ]        |
| 2016 | Лучшая работа художника-постановщика | Звёздные войны: Пробуждение силы                        | Рик Картер, Даррен Гилфорд, Ли Сандалес | Номинация | [ 25 ]        |
| 2016 | Лучший звук                          | Звёздные войны: Пробуждение силы                        | Дэвид Экорд, Энди Нельсон, Кристофер Скарабосио, Мэттью Вуд, Стюарт Уилсон                                                                                         | Номинация | [ 25 ]        |
| 2017 | Лучшие визуальные эффекты            | Изгой-один. Звёздные войны: Истории                     | Нил Корбоулд, Хэл Т. Хикель, Моэн Лео, Джон Нолл, Найджел Самнер                                                                                                   | Номинация | [ 26 ]        |
| 2017 | Лучший грим и причёски               | Изгой-один. Звёздные войны: Истории                     | Аманда Найт, Нил Скэнлан, Лиза Томблин | Номинация | [ 26 ]        |
| 2018 | Лучшие визуальные эффекты            | Звёздные войны: Последние джедаи                        | Стивен Эплин, Крис Корбоулд, Бен Моррис, Нил Скэнлэн | Номинация | [ 27 ]        |
| 2018 | Лучший звук                          | Звёздные войны: Последние джедаи                        | Рен Кляйс, Дэвид Паркер, Майкл Семаник, Стюарт Уилсон, Мэттью Вуд                                                                                                  | Номинация | [ 27 ]        |
| 2020 | Лучшая музыка к фильму               | Звёздные войны: Скайуокер. Восход                       | Джон Уильямс | Номинация | [ 28 ] [ 29 ] |
| 2020 | Лучшие визуальные эффекты            | Звёздные войны: Скайуокер. Восход                       | Роджер Гайетт, Пол Кавана, Нил Скэнлэн, Доминик Туохи | Номинация | [ 28 ] [ 29 ] |
| 2020 | Лучший звук                          | Звёздные войны: Скайуокер. Восход                       | Дэвид Экорд, Энди Нельсон, Кристофер Скарабосио, Стюарт Уилсон, Мэттью Вуд                                                                                         | Номинация | [ 28 ] [ 29 ] |

## Грэмми
| Год  | Категория                                                                                        | Фильм                                                   | Саундтрек или тема                                      | Номинант(ы)                                     | Результат | Пр.    |
| ---- | ------------------------------------------------------------------------------------------------ | ------------------------------------------------------- | ------------------------------------------------------- | ----------------------------------------------- | --------- | ------ |
| 1978 | Альбом года                                                                                      | Звёздные войны. Эпизод IV: Новая надежда                | Звёздные войны. Эпизод IV: Новая надежда                | Джон Уильямс и Лондонский симфонический оркестр | Номинация | [ 30 ] |
| 1978 | Лучший альбом с оригинальной музыкой, написанной для кинофильма или телевизионного спецвыпуска   | Звёздные войны. Эпизод IV: Новая надежда                | Звёздные войны. Эпизод IV: Новая надежда                | Джон Уильямс                                    | Победа    | [ 30 ] |
| 1981 | Лучший альбом с оригинальной музыкой, написанной для кинофильма или телевизионного спецвыпуска   | Звёздные войны. Эпизод V: Империя наносит ответный удар | Звёздные войны. Эпизод V: Империя наносит ответный удар | Джон Уильямс                                    | Победа    | [ 31 ] |
| 1984 | Лучший альбом с оригинальной музыкой, написанной для кинофильма или телевизионного спецвыпуска   | Звёздные войны. Эпизод VI: Возвращение джедая           | Звёздные войны. Эпизод VI: Возвращение джедая           | Джон Уильямс                                    | Номинация | [ 32 ] |
| 2000 | Лучшая инструментальная композиция, написанная для кино, телевидения или других визуальных медиа | Звёздные войны. Эпизод I: Скрытая угроза                | Звёздные войны. Эпизод I: Скрытая угроза                | Джон Уильямс                                    | Номинация | [ 33 ] |
| 2006 | Лучший альбом со саундтреком к фильму, телевидению или другим визуальным медиа                   | Звёздные войны. Эпизод III: Месть ситхов                | Звёздные войны. Эпизод III: Месть ситхов                | Джон Уильямс                                    | Номинация | [ 34 ] |
| 2017 | Лучший саундтрек для визуальных медиа                                                            | Звёздные войны: Пробуждение силы                        | Звёздные войны: Пробуждение силы                        | Джон Уильямс                                    | Победа    | [ 35 ] |
| 2019 | Лучший саундтрек для визуальных медиа                                                            | Звёздные войны: Последние джедаи                        | Звёздные войны: Последние джедаи                        | Джон Уильямс                                    | Номинация | [ 36 ] |
| 2021 | Лучший саундтрек для визуальных медиа                                                            | Звёздные войны: Скайуокер. Восход                       | Звёздные войны: Скайуокер                               | Джон Уильямс                                    | Номинация | [ 37 ] |

## Сатурн
| Год  | Категория                                | Фильм | Номинант(ы) | Результат | Пр.                  |
| ---- | ---------------------------------------- | --- | --- | --------- | -------------------- |
| 1978 | Лучший научно-фантастический фильм       | Звёздные войны. Эпизод IV: Новая надежда | Гэри Курц | Победа    | [ 38 ] [ 39 ]        |
| 1978 | Лучшая режиссура                         | Звёздные войны. Эпизод IV: Новая надежда | Джордж Лукас | Победа    | [ 38 ] [ 39 ]        |
| 1978 | Лучший сценарий                          | Звёздные войны. Эпизод IV: Новая надежда | Джордж Лукас | Победа    | [ 38 ] [ 39 ]        |
| 1978 | Лучший актёр                             | Звёздные войны. Эпизод IV: Новая надежда | Харрисон Форд | Номинация | [ 38 ] [ 39 ]        |
| 1978 | Лучший актёр                             | Звёздные войны. Эпизод IV: Новая надежда | Марк Хэмилл | Номинация | [ 38 ] [ 39 ]        |
| 1978 | Лучшая актриса                           | Звёздные войны. Эпизод IV: Новая надежда | Кэрри Фишер | Номинация | [ 38 ] [ 39 ]        |
| 1978 | Лучший актёр второго плана               | Звёздные войны. Эпизод IV: Новая надежда | Алек Гиннесс | Победа    | [ 38 ] [ 39 ]        |
| 1978 | Лучший актёр второго плана               | Звёздные войны. Эпизод IV: Новая надежда | Питер Кушинг | Номинация | [ 38 ] [ 39 ]        |
| 1978 | Лучшая музыка                            | Звёздные войны. Эпизод IV: Новая надежда | Джон Уильямс | Победа    | [ 38 ] [ 39 ]        |
| 1978 | Лучший дизайн костюмов                   | Звёздные войны. Эпизод IV: Новая надежда | Джон Молло | Победа    | [ 38 ] [ 39 ]        |
| 1978 | Лучший грим                              | Звёздные войны. Эпизод IV: Новая надежда | Рик Бейкер, Стюарт Фриборн | Победа    | [ 38 ] [ 39 ]        |
| 1978 | Лучшие спецэффекты                       | Звёздные войны. Эпизод IV: Новая надежда | Джон Дайкстра и Джон Стирс | Победа    | [ 38 ] [ 39 ]        |
| 1978 | Лучшая работа художника-постановщика     | Звёздные войны. Эпизод IV: Новая надежда | Норман Рейнольдс и Лесли Дилли | Победа    | [ 38 ] [ 39 ]        |
| 1978 | Лучшие декорации                         | Звёздные войны. Эпизод IV: Новая надежда | Роджер Кристиан | Победа    | [ 38 ] [ 39 ]        |
| 1978 | Лучший оператор                          | Звёздные войны. Эпизод IV: Новая надежда | Гилберт Тейлор | Победа    | [ 38 ] [ 39 ]        |
| 1978 | Лучший монтаж                            | Звёздные войны. Эпизод IV: Новая надежда | Пол Хирш, Марсия Лукас и Ричард Чю | Победа    | [ 38 ] [ 39 ]        |
| 1978 | Лучший звук                              | Звёздные войны. Эпизод IV: Новая надежда | Бен Бёртт и Дон МакДугалл | Победа    | [ 38 ] [ 39 ]        |
| 1981 | Лучший научно-фантастический фильм       | Звёздные войны. Эпизод V: Империя наносит ответный удар | Гэри Курц | Победа    | [ 40 ] [ 41 ]        |
| 1981 | Лучшая режиссура                         | Звёздные войны. Эпизод V: Империя наносит ответный удар | Ирвин Кершнер | Победа    | [ 40 ] [ 41 ]        |
| 1981 | Лучший сценарий                          | Звёздные войны. Эпизод V: Империя наносит ответный удар | Ли Брэкетт и Лоуренс Кэздан | Номинация | [ 40 ] [ 41 ]        |
| 1981 | Лучший актёр                             | Звёздные войны. Эпизод V: Империя наносит ответный удар | Марк Хэмилл | Победа    | [ 40 ] [ 41 ]        |
| 1981 | Лучший актёр второго плана               | Звёздные войны. Эпизод V: Империя наносит ответный удар | Билли Ди Уильямс | Номинация | [ 40 ] [ 41 ]        |
| 1981 | Лучший дизайн костюмов                   | Звёздные войны. Эпизод V: Империя наносит ответный удар | Джон Молло | Номинация | [ 40 ] [ 41 ]        |
| 1981 | Лучшая музыка                            | Звёздные войны. Эпизод V: Империя наносит ответный удар | Джон Уильямс | Номинация | [ 40 ] [ 41 ]        |
| 1981 | Лучшие спецэффекты                       | Звёздные войны. Эпизод V: Империя наносит ответный удар | Брайан Джонсон и Ричард Эдланд | Победа    | [ 40 ] [ 41 ]        |
| 1984 | Лучший научно-фантастический фильм       | Звёздные войны. Эпизод VI: Возвращение джедая | Ховард Казанджян | Победа    | [ 7 ] [ 42 ]         |
| 1984 | Лучшая режиссура                         | Звёздные войны. Эпизод VI: Возвращение джедая | Ричард Маркуанд | Номинация | [ 7 ] [ 42 ]         |
| 1984 | Лучший сценарий                          | Звёздные войны. Эпизод VI: Возвращение джедая | Лоуренс Кэздан и Джордж Лукас | Номинация | [ 7 ] [ 42 ]         |
| 1984 | Лучший актёр                             | Звёздные войны. Эпизод VI: Возвращение джедая | Марк Хэмилл | Победа    | [ 7 ] [ 42 ]         |
| 1984 | Лучшая актриса                           | Звёздные войны. Эпизод VI: Возвращение джедая | Кэрри Фишер | Номинация | [ 7 ] [ 42 ]         |
| 1984 | Лучший актёр второго плана               | Звёздные войны. Эпизод VI: Возвращение джедая | Билли Ди Уильямс | Номинация | [ 7 ] [ 42 ]         |
| 1984 | Лучшая музыка                            | Звёздные войны. Эпизод VI: Возвращение джедая | Джон Уильямс | Номинация | [ 7 ] [ 42 ]         |
| 1984 | Лучший дизайн костюмов                   | Звёздные войны. Эпизод VI: Возвращение джедая | Эджи Джерард Роджерс и Нило Родис-Джамеро | Победа    | [ 7 ] [ 42 ]         |
| 1984 | Лучший грим                              | Звёздные войны. Эпизод VI: Возвращение джедая | Фил Типпетт, Стюарт Фриборн | Победа    | [ 7 ] [ 42 ]         |
| 1984 | Лучшие спецэффекты                       | Звёздные войны. Эпизод VI: Возвращение джедая | Ричард Эдланд, Деннис Мьюрен и Кен Ралстон | Победа    | [ 7 ] [ 42 ]         |
| 1997 | В честь его 20-летия                     | Звёздные войны. Эпизод IV: Новая надежда | Звёздные войны. Эпизод IV: Новая надежда | Награда   | [ 43 ] [ 44 ]        |
| 2000 | Лучший научно-фантастический фильм       | Звёздные войны. Эпизод I: Скрытая угроза | Рик Маккаллум | Номинация | [ 45 ]               |
| 2000 | Лучшая режиссура                         | Звёздные войны. Эпизод I: Скрытая угроза | Джордж Лукас | Номинация | [ 45 ]               |
| 2000 | Лучший актёр                             | Звёздные войны. Эпизод I: Скрытая угроза | Лиам Нисон | Номинация | [ 45 ]               |
| 2000 | Лучший актёр второго плана               | Звёздные войны. Эпизод I: Скрытая угроза | Юэн Макгрегор | Номинация | [ 45 ]               |
| 2000 | Лучшая актриса второго плана             | Звёздные войны. Эпизод I: Скрытая угроза | Пернилла Аугуст | Номинация | [ 45 ]               |
| 2000 | Лучший молодой актёр или актриса         | Звёздные войны. Эпизод I: Скрытая угроза | Джейк Ллойд | Номинация | [ 45 ]               |
| 2000 | Лучший молодой актёр или актриса         | Звёздные войны. Эпизод I: Скрытая угроза | Натали Портман | Номинация | [ 45 ]               |
| 2000 | Лучшие костюмы                           | Звёздные войны. Эпизод I: Скрытая угроза | Триша Биггар | Победа    | [ 45 ]               |
| 2000 | Лучший грим                              | Звёздные войны. Эпизод I: Скрытая угроза | Пол Энгелен, Сью Лав и Ник Дадмэн | Номинация | [ 45 ]               |
| 2000 | Лучшие спецэффекты                       | Звёздные войны. Эпизод I: Скрытая угроза | Роб Коулман, Джон Нолл, Деннис Мьюрен и Скотт Сквайрс | Победа    | [ 45 ]               |
| 2002 | Cinescape Genre Face of the Future Award | Звёздные войны. Эпизод II: Атака клонов | Хейден Кристенсен | Номинация | [ 46 ]               |
| 2003 | Лучший научно-фантастический фильм       | Звёздные войны. Эпизод II: Атака клонов | Рик Маккаллум | Номинация | [ 47 ]               |
| 2003 | Лучшая режиссура                         | Звёздные войны. Эпизод II: Атака клонов | Джордж Лукас | Номинация | [ 47 ]               |
| 2003 | Лучшая актриса                           | Звёздные войны. Эпизод II: Атака клонов | Натали Портман | Номинация | [ 47 ]               |
| 2003 | Лучший молодой актёр или актриса         | Звёздные войны. Эпизод II: Атака клонов | Хейден Кристенсен | Номинация | [ 47 ]               |
| 2003 | Лучшая музыка                            | Звёздные войны. Эпизод II: Атака клонов | Джон Уильямс | Номинация | [ 47 ]               |
| 2003 | Лучшие костюмы                           | Звёздные войны. Эпизод II: Атака клонов | Триша Биггар | Победа    | [ 47 ]               |
| 2003 | Лучшие спецэффекты                       | Звёздные войны. Эпизод II: Атака клонов | Роб Коулман, Пабло Хелман, Джон Нолл, Бен Сноу | Победа    | [ 47 ]               |
| 2003 | Лучшее специальное DVD-издание           | Звёздные войны. Эпизод II: Атака клонов | Звёздные войны. Эпизод II: Атака клонов | Номинация | [ 47 ]               |
| 2005 | Лучший DVD-сборник                       | Трилогия «Звёздных войн» (Эпизод IV: Новая надежда, Эпизод V: Империя наносит ответный удар, Эпизод VI: Возвращение джедая)                                                                 | Трилогия «Звёздных войн» (Эпизод IV: Новая надежда, Эпизод V: Империя наносит ответный удар, Эпизод VI: Возвращение джедая)                                                                 | Победа    | [ 48 ]               |
| 2006 | Лучший научно-фантастический фильм       | Звёздные войны. Эпизод III: Месть ситхов | Рик Маккаллум | Победа    | [ 49 ]               |
| 2006 | Лучшая режиссура                         | Звёздные войны. Эпизод III: Месть ситхов | Джордж Лукас | Номинация | [ 49 ]               |
| 2006 | Лучший сценарий                          | Звёздные войны. Эпизод III: Месть ситхов | Джордж Лукас | Номинация | [ 49 ]               |
| 2006 | Лучший актёр                             | Звёздные войны. Эпизод III: Месть ситхов | Хейден Кристенсен | Номинация | [ 49 ]               |
| 2006 | Лучшая актриса                           | Звёздные войны. Эпизод III: Месть ситхов | Натали Портман | Номинация | [ 49 ]               |
| 2006 | Лучший актёр второго плана               | Звёздные войны. Эпизод III: Месть ситхов | Иан Макдермид | Номинация | [ 49 ]               |
| 2006 | Лучшая музыка                            | Звёздные войны. Эпизод III: Месть ситхов | Джон Уильямс | Победа    | [ 49 ]               |
| 2006 | Лучшие костюмы                           | Звёздные войны. Эпизод III: Месть ситхов | Триша Биггар | Номинация | [ 49 ]               |
| 2006 | Лучший грим                              | Звёздные войны. Эпизод III: Месть ситхов | Дэйв Элси, Лоу Элси, Никки Гули | Номинация | [ 49 ]               |
| 2006 | Лучшие спецэффекты                       | Звёздные войны. Эпизод III: Месть ситхов | Джон Нолл, Роджер Гайетт, Роб Коулман, Брайан Гернанд | Номинация | [ 49 ]               |
| 2009 | Лучший анимационный фильм                | Звёздные войны: Войны клонов | Кэтрин Уиндер | Номинация | [ 50 ] [ 51 ]        |
| 2012 | Лучший DVD-сборник                       | Полная Сага (Эпизод IV: Новая надежда, Эпизод V: Империя наносит ответный удар, Эпизод VI: Возвращение джедая, Эпизод I: Скрытая угроза, Эпизод II: Атака клонов, Эпизод III: Месть ситхов) | Полная Сага (Эпизод IV: Новая надежда, Эпизод V: Империя наносит ответный удар, Эпизод VI: Возвращение джедая, Эпизод I: Скрытая угроза, Эпизод II: Атака клонов, Эпизод III: Месть ситхов) | Номинация | [ 52 ]               |
| 2016 | Лучший научно-фантастический фильм       | Звёздные войны: Пробуждение силы | Кэтлин Кеннеди, Джей Джей Абрамс, Брайан Берк | Победа    | [ 53 ] [ 54 ]        |
| 2016 | Лучшая режиссура                         | Звёздные войны: Пробуждение силы | Джей Джей Абрамс | Номинация | [ 53 ] [ 54 ]        |
| 2016 | Лучший сценарий                          | Звёздные войны: Пробуждение силы | Лоуренс Кэздан, Джей Джей Абрамс, Майкл Арндт | Победа    | [ 53 ] [ 54 ]        |
| 2016 | Лучший актёр                             | Звёздные войны: Пробуждение силы | Харрисон Форд | Победа    | [ 53 ] [ 54 ]        |
| 2016 | Лучший актёр                             | Звёздные войны: Пробуждение силы | Джон Бойега | Номинация | [ 53 ] [ 54 ]        |
| 2016 | Лучшая актриса                           | Звёздные войны: Пробуждение силы | Дэйзи Ридли | Номинация | [ 53 ] [ 54 ]        |
| 2016 | Лучший актёр второго плана               | Звёздные войны: Пробуждение силы | Адам Драйвер | Победа    | [ 53 ] [ 54 ]        |
| 2016 | Лучшая актриса второго плана             | Звёздные войны: Пробуждение силы | Кэрри Фишер | Номинация | [ 53 ] [ 54 ]        |
| 2016 | Лучшая актриса второго плана             | Звёздные войны: Пробуждение силы | Лупита Нионго | Номинация | [ 53 ] [ 54 ]        |
| 2016 | Лучшая музыка                            | Звёздные войны: Пробуждение силы | Джон Уильямс | Победа    | [ 53 ] [ 54 ]        |
| 2016 | Лучший монтаж                            | Звёздные войны: Пробуждение силы | Марианн Брэндон, Мэри Джо Марки | Победа    | [ 53 ] [ 54 ]        |
| 2016 | Лучшие костюмы                           | Звёздные войны: Пробуждение силы | Майкл Каплан | Номинация | [ 53 ] [ 54 ]        |
| 2016 | Лучшая работа художника-постановщика     | Звёздные войны: Пробуждение силы | Рик Картер, Даррен Гилфорд | Номинация | [ 53 ] [ 54 ]        |
| 2016 | Лучший грим                              | Звёздные войны: Пробуждение силы | Нил Скэнлэн | Победа    | [ 53 ] [ 54 ]        |
| 2016 | Лучшие спецэффекты                       | Звёздные войны: Пробуждение силы | Роджер Гайетт, Патрик Табач, Нил Скэнлэн, Крис Корбоулд | Победа    | [ 53 ] [ 54 ]        |
| 2017 | Лучший научно-фантастический фильм       | Изгой-один. Звёздные войны: Истории | Кэтлин Кеннеди, Эллисон Шермур, Саймон Эмануэль | Победа    | [ 55 ]               |
| 2017 | Лучшая режиссура                         | Изгой-один. Звёздные войны: Истории | Гарет Эдвардс | Победа    | [ 55 ]               |
| 2017 | Лучший сценарий                          | Изгой-один. Звёздные войны: Истории | Крис Вайц, Тони Гилрой | Номинация | [ 55 ]               |
| 2017 | Лучшая актриса                           | Изгой-один. Звёздные войны: Истории | Фелисити Джонс | Номинация | [ 55 ]               |
| 2017 | Лучший актёр второго плана               | Изгой-один. Звёздные войны: Истории | Диего Луна | Номинация | [ 55 ]               |
| 2017 | Лучшая музыка                            | Изгой-один. Звёздные войны: Истории | Майкл Джаккино | Номинация | [ 55 ]               |
| 2017 | Лучший монтаж                            | Изгой-один. Звёздные войны: Истории | Джон Гилрой, Колин Гуди, Джэбез Олссен | Номинация | [ 55 ]               |
| 2017 | Лучшие костюмы                           | Изгой-один. Звёздные войны: Истории | Дэвид Кроссман, Глин Диллон | Номинация | [ 55 ]               |
| 2017 | Лучшая работа художника-постановщика     | Изгой-один. Звёздные войны: Истории | Даг Чианг, Нил Ламонт | Номинация | [ 55 ]               |
| 2017 | Лучший грим                              | Изгой-один. Звёздные войны: Истории | Эми Бирн | Номинация | [ 55 ]               |
| 2017 | Лучшие спецэффекты                       | Изгой-один. Звёздные войны: Истории | Джон Нолл, Моэн Лео, Хэл Т. Хикель, Нил Корбоулд | Победа    | [ 55 ]               |
| 2018 | Лучший научно-фантастический фильм       | Звёздные войны: Последние джедаи | Кэтлин Кеннеди, Рэм Бергман | Номинация | [ 56 ] [ 57 ]        |
| 2018 | Лучшая режиссура                         | Звёздные войны: Последние джедаи | Райан Джонсон | Номинация | [ 56 ] [ 57 ]        |
| 2018 | Лучший сценарий                          | Звёздные войны: Последние джедаи | Райан Джонсон | Победа    | [ 56 ] [ 57 ]        |
| 2018 | Лучший актёр                             | Звёздные войны: Последние джедаи | Марк Хэмилл | Победа    | [ 56 ] [ 57 ]        |
| 2018 | Лучшая актриса                           | Звёздные войны: Последние джедаи | Дэйзи Ридли | Номинация | [ 56 ] [ 57 ]        |
| 2018 | Лучшая актриса второго плана             | Звёздные войны: Последние джедаи | Кэрри Фишер | Номинация | [ 56 ] [ 57 ]        |
| 2018 | Лучшая актриса второго плана             | Звёздные войны: Последние джедаи | Келли Мэри Трэн | Номинация | [ 56 ] [ 57 ]        |
| 2018 | Лучшая музыка                            | Звёздные войны: Последние джедаи | Джон Уильямс | Номинация | [ 56 ] [ 57 ]        |
| 2018 | Лучший монтаж                            | Звёздные войны: Последние джедаи | Боб Дюксе | Победа    | [ 56 ] [ 57 ]        |
| 2018 | Лучшие костюмы                           | Звёздные войны: Последние джедаи | Майкл Каплан | Номинация | [ 56 ] [ 57 ]        |
| 2018 | Лучшая работа художника-постановщика     | Звёздные войны: Последние джедаи | Рик Хайнрихс | Номинация | [ 56 ] [ 57 ]        |
| 2018 | Лучший грим                              | Звёздные войны: Последние джедаи | Питер Суордс Кинг, Нил Скэнлэн | Номинация | [ 56 ] [ 57 ]        |
| 2018 | Лучшие спецэффекты                       | Звёздные войны: Последние джедаи | Бен Моррис, Майкл Малхолланд, Крис Корбоулд, Нил Скэнлэн | Номинация | [ 56 ] [ 57 ]        |
| 2019 | Лучший научно-фантастический фильм       | Хан Соло. Звёздные войны: Истории | Кэтлин Кеннеди, Эллисон Шермур, Саймон Эмануэль | Номинация | [ 58 ] [ 59 ] [ 60 ] |
| 2021 | Лучший научно-фантастический фильм       | Звёздные войны: Скайуокер. Восход | Кэтлин Кеннеди, Джей Джей Абрамс, Мишель Рейван | Победа    | [ 61 ]               |
| 2021 | Лучшая актриса                           | Звёздные войны: Скайуокер. Восход | Дэйзи Ридли | Номинация | [ 61 ]               |
| 2021 | Лучший актёр второго плана               | Звёздные войны: Скайуокер. Восход | Адам Драйвер | Номинация | [ 61 ]               |
| 2021 | Лучший актёр второго плана               | Звёздные войны: Скайуокер. Восход | Иан Макдермид | Номинация | [ 61 ]               |
| 2021 | Лучшая режиссура                         | Звёздные войны: Скайуокер. Восход | Джей Джей Абрамс | Победа    | [ 61 ]               |
| 2021 | Лучший сценарий                          | Звёздные войны: Скайуокер. Восход | Крис Террио и Джей Джей Абрамс | Номинация | [ 61 ]               |
| 2021 | Лучший монтаж                            | Звёздные войны: Скайуокер. Восход | Марианн Брэндон и Стефан Грубе | Номинация | [ 61 ]               |
| 2021 | Лучшая работа художника-постановщика     | Звёздные войны: Скайуокер. Восход | Рик Картер и Кевин Дженкинс | Номинация | [ 61 ]               |
| 2021 | Лучшая музыка                            | Звёздные войны: Скайуокер. Восход | Джон Уильямс | Победа    | [ 61 ]               |
| 2021 | Лучшие костюмы                           | Звёздные войны: Скайуокер. Восход | Майкл Каплан | Номинация | [ 61 ]               |
| 2021 | Лучший грим                              | Звёздные войны: Скайуокер. Восход | Аманда Найт и Нил Скэнлэн | Победа    | [ 61 ]               |
| 2021 | Лучшие спецэффекты                       | Звёздные войны: Скайуокер. Восход | Роджер Гайетт, Нил Скэнлэн, Патрик Табач, и Доминик Туохи | Победа    | [ 61 ]               |

## Хьюго
| Год  | Категория                        | Фильм                                                   | Номинант(ы)                                                                                       | Результат | Пр.    |
| ---- | -------------------------------- | ------------------------------------------------------- | ------------------------------------------------------------------------------------------------- | --------- | ------ |
| 1978 | Лучшая постановка                | Звёздные войны. Эпизод IV: Новая надежда                | Джордж Лукас (режиссёр, сценарий)                                                                 | Победа    | [ 62 ] |
| 1981 | Лучшая постановка                | Звёздные войны. Эпизод V: Империя наносит ответный удар | Ирвин Кершнер (режиссёр), Ли Брэккет (сценарий), Лоуренс Каздан (сценарий) и Джордж Лукас (сюжет) | Победа    | [ 63 ] |
| 1984 | Лучшая постановка                | Звёздные войны. Эпизод VI: Возвращение джедая           | Ричард Маркуанд (режиссёр), Лоуренс Кэздан (сценарий) и Джордж Лукас (сценарий, сюжет)            | Победа    | [ 64 ] |
| 2016 | Лучшая постановка, Крупная форма | Звёздные войны: Пробуждение силы                        | Дж. Дж. Абрамс (режиссёр, сценарий), Лоуренс Кэздан (сценарий), Майкл Арндт (сценарий)            | Номинация | [ 65 ] |
| 2017 | Лучшая постановка, Крупная форма | Изгой-один. Звёздные войны: Истории                     | Гарет Эдвардс (режиссёр), Крис Вайц (сценарий), Тони Гилрой (сценарий)                            | Номинация | [ 66 ] |
| 2018 | Лучшая постановка, Крупная форма | Звёздные войны: Последние джедаи                        | Райан Джонсон (режиссёр, сценарий)                                                                | Номинация | [ 67 ] |
| 2020 | Лучшая постановка, Крупная форма | Звёздные войны: Скайуокер. Восход                       | Дж. Дж. Абрамс (режиссёр, сценарий), Крис Террио (сценарий)                                       | Номинация | [ 68 ] |